# Cuspivolva bellica
Cuspivolva bellica là một loài ốc biển, là động vật thân mềm chân bụng sống ở biển trong họ Ovulidae.